# Englische Frauen-Cricket-Nationalmannschaft in den West Indies in der Saison 2016/17
Die Tour der englischen Cricket-Nationalmannschaft in die West Indies in der Saison 2016/17 fand vom 8. bis zum 19. Oktober 2016 statt. Die internationale Cricket-Tour war Bestandteil der Internationalen Cricket-Saison 2016/17 und umfasste vier WODIs. England gewann die Serie 3–2.

## Vorgeschichte
Für beide Mannschaften war es die erste Tour der Saison. Das letzte Aufeinandertreffen der beiden Mannschaften bei einer Tour fand in der Saison 2013/14 in den West Indies statt.

## Stadien
Die folgenden Stadien wurden für die Tour als Austragungsort vorgesehen.
| Stadt       | Land    | Stadion          | Kapazität | Spiele       |
| ----------- | ------- | ---------------- | --------- | ------------ |
| Kingston    | Jamaika | Sabina Park      | 20.000    | 3. – 5. WODI |
| Montego Bay | Jamaika | Trelawny Stadium |           | 1. & 2. WODI |

## Kaderlisten
England benannte seinen Kader am 20. September 2016. Die West Indies benannten ihren Kader am 4. Oktober 2016.
| WODI | WODI |
| West Indies | England |
| --- | --- |
| - Stafanie Taylor (K) - Anisa Mohammed (VK) - Merissa Aguilleira - Shemaine Campbelle - Shamilia Connell - Britney Cooper - Deandra Dottin - Afy Fletcher - Erva Giddings - Stacy-Ann King - Hayley Matthews - Shaquana Quintyne - Tremayne Smartt | - Heather Knight (K) - Anya Shrubsole - Tammy Beaumont - Katherine Brunt - Sophie Ecclestone - Georgia Elwiss - Jenny Gunn - Alexandra Hartley - Danielle Hazell - Amy Jones (wk) - Beth Langston - Laura Marsh - Natalie Sciver - Lauren Winfield - Danni Wyatt |

## Women’s One-Day Internationals

### Erstes WODI in Montego Bay
| 8. Oktober Scorecard | Montego Bay | England 149 (49.1)         | – | West Indies 144 (44.2) |
|                      |             | England gewinnt mit 5 Runs |   |                        |

England gewann den Münzwurf und entschied sich als Schlagmannschaft zu beginnen. Als Spielerin des Spiels wurde Danni Wyatt ausgezeichnet.

### Zweites WODI in Montego Bay
| 10. Oktober Scorecard | Montego Bay | West Indies 148 (50)            | – | England 110 (41.4) |
|                       |             | West Indies gewinnt mit 38 Runs |   |                    |

Die West Indies gewannen den Münzwurf und entschieden sich als Schlagmannschaft zu beginnen. Als Spielerin des Spiels wurde Deandra Dottin ausgezeichnet.

### Drittes WODI in Kingston
| 14. Oktober Scorecard | Kingston | England 220 (49.5)           | – | West Indies 108 (35.4) |
|                       |          | England gewinnt mit 112 Runs |   |                        |

England gewann den Münzwurf und entschied sich als Schlagmannschaft zu beginnen. Als Spielerin des Spiels wurde Lauren Winfield ausgezeichnet.

### Viertes WODI in Kingston
| 16. Oktober Scorecard | Kingston | West Indies 223-6 (50)          | – | England 181 (44.2) |
|                       |          | West Indies gewinnt mit 42 Runs |   |                    |

Die West Indies gewannen den Münzwurf und entschieden sich als Schlagmannschaft zu beginnen. Als Spielerin des Spiels wurde Stafanie Taylor ausgezeichnet.

### Fünftes WODI in Kingston
| 19. Oktober Scorecard | Kingston | West Indies 155 (47.1)        | – | England 158-5 (38.5) |
|                       |          | England gewinnt mit 5 Wickets |   |                      |

Die West Indies gewannen den Münzwurf und entschieden sich als Schlagmannschaft zu beginnen. Als Spielerin des Spiels wurde Alex Hartley ausgezeichnet.

## Auszeichnungen

### Player of the Series
Als Player of the Series wurden der folgende Spieler ausgezeichnet.
| Serie | Player of the Series         |
| ----- | ---------------------------- |
| WODI  | Stafanie Taylor Alex Hartley |

### Player of the Match
Als Player of the Match wurden die folgenden Spielerinnen ausgezeichnet.
| Spiel   | Player of the Match |
| ------- | ------------------- |
| 1. WODI | Danni Wyatt         |
| 2. WODI | Deandra Dottin      |
| 3. WODI | Lauren Winfield     |
| 4. WODI | Stafanie Taylor     |
| 5. WODI | Alex Hartley        |